# Château de Vredenburg
Le château de Vredenburg (en néerlandais: (Kasteel) Vredenburg ou Vredeborch) était un château du XVIe siècle construit par l'empereur des Habsbourg, Charles Quint, dans la ville d'Utrecht (située aux Pays-Bas). Certains vestiges du château, qui ont duré seulement 50 ans, sont encore visibles aujourd'hui aux environs de ce qui est maintenant la place Vredenburg (Vredenburg plein) à Utrecht.

## Histoire
En 1528, le Saint Empire Romain a annexé la Principauté d'Utrecht, et l'Empereur Charles Quint a immédiatement ordonné la construction d'un château à Utrecht, non seulement pour protéger le domaine contre la menace d'invasion du Duc de Gueldre, mais aussi pour garder le contrôle de la ville de sa population rebelle. La construction a commencé en 1529 et a été achevée en 1532.
Le 8 novembre 1576, les États généraux des dix-sept provinces ont ratifié un accord, connu sous le nom de Pacification de Gand, visant à retirer les soldats d'occupation espagnols. En réponse, la garnison espagnole du château se prépara à être assiégée par les rebelles hollandais, tournant les canons du château vers la ville elle-même.
En décembre, le siège était en cours et des combats ont éclaté entre les Espagnols et les Hollandais. Cependant, la garnison a abandonné le château le 11 février 1577, à la suite de négociations entre le commandant de la garnison Francesco Fernando d'Avila et Maximilien de Hénin-Liétard, le comte de Boussu, qui a servi de porte-parole temporaire néerlandais. L'abandon faisait partie d'un retrait général convenu par le nouveau gouverneur général Don Juan un jour plus tard, le 12 février.
Les citoyens d'Utrecht ont exigé que le château soit démoli pour empêcher les puissances espagnoles ou étrangères de dominer la ville à l'avenir.
Cependant, le gouvernement de la ville s'est opposé à la démolition, afin de ne pas offenser l'empereur. Le 2 mai, la population a pris l'affaire en main.
Selon la légende, un groupe de femmes locales dirigées par Trijn van Leemput a pris d'assaut le château et Trijn a donné le signal pour que le château soit détruit en enlevant les premières briques des murs du château. Malgré des doutes sur l'exactitude historique de ce récit, une statue de Trijn van Leemput a été érigée sur le pont de Zandbrug à Utrecht en 1955.
La démolition du château a duré jusqu'en 1581. Les deux tours occidentales sont restées debout, car elles faisaient partie des murs extérieurs de la ville. Cependant, elles ont également été démolies morceau par morceau lors des siècles suivants; en 1919, elles avaient complètement disparues. Les fondations du château ont été découvertes lors de fouilles archéologiques effectuées en 1976 et 1978.

## Anciennes estampes et fouilles

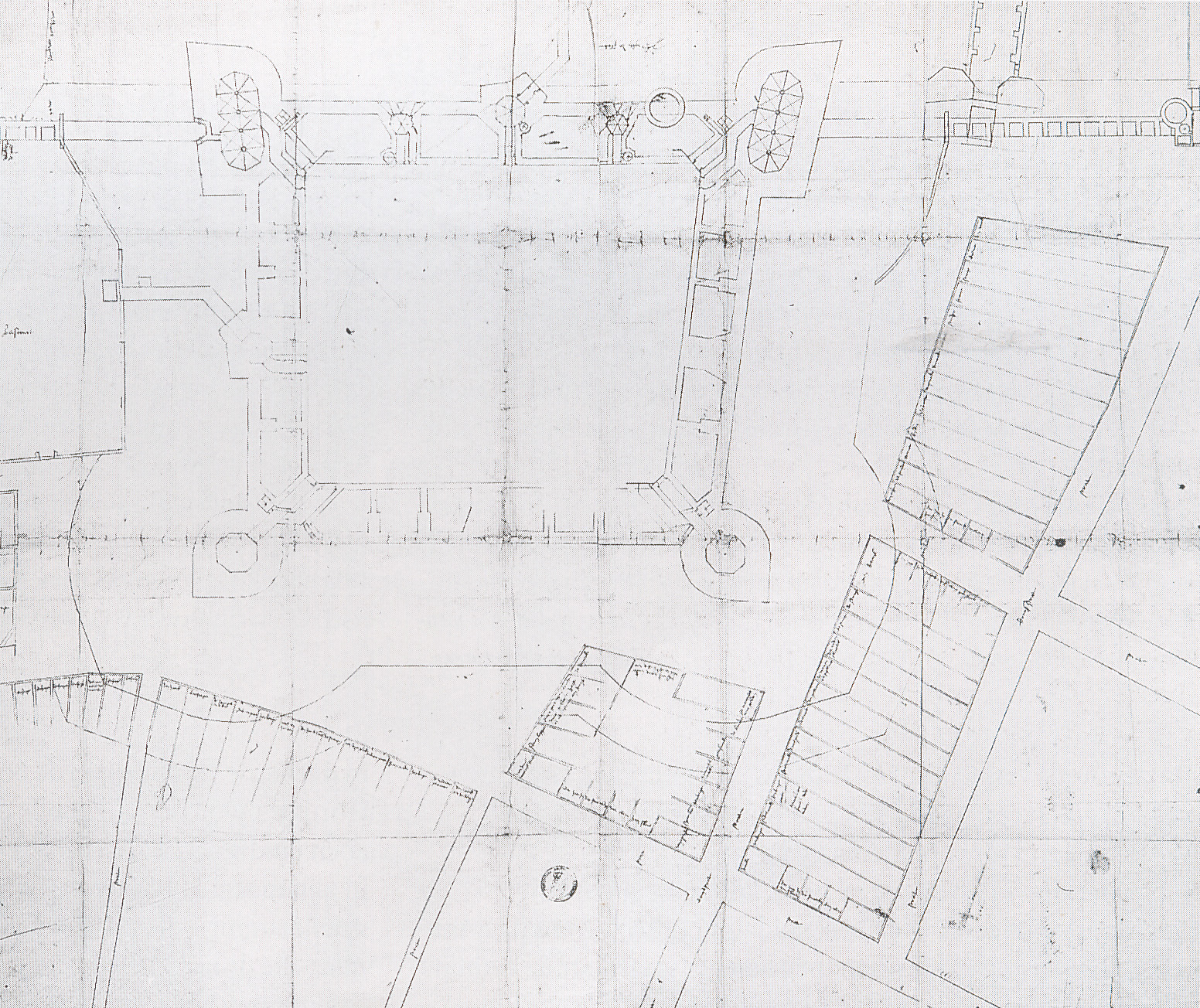
Dessin de 1529 de l'architecte malinois Rombout II Keldermans (en) pour le château Vredenburg à Utrecht (nord à droite).
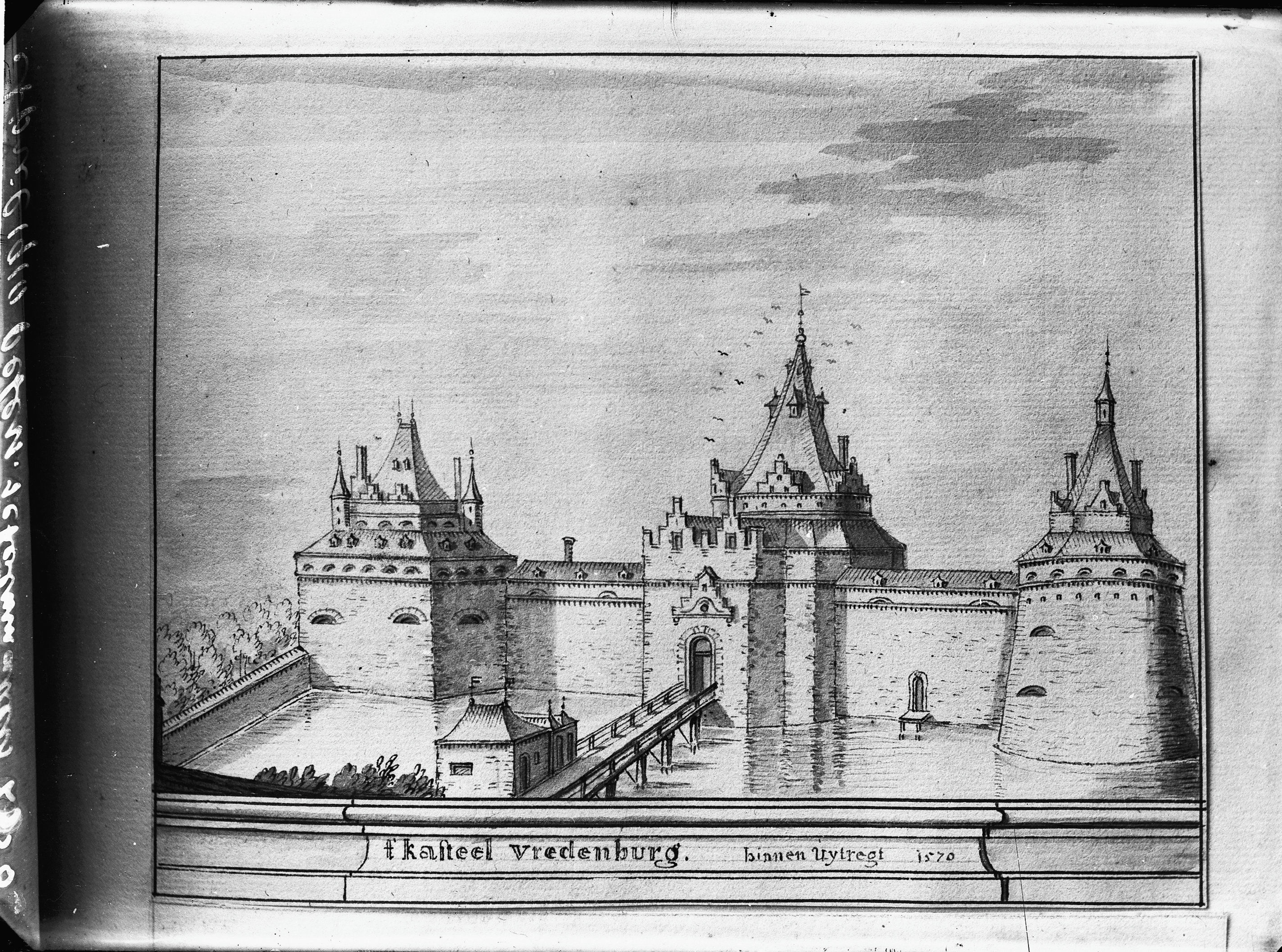
Dessin, 1570.
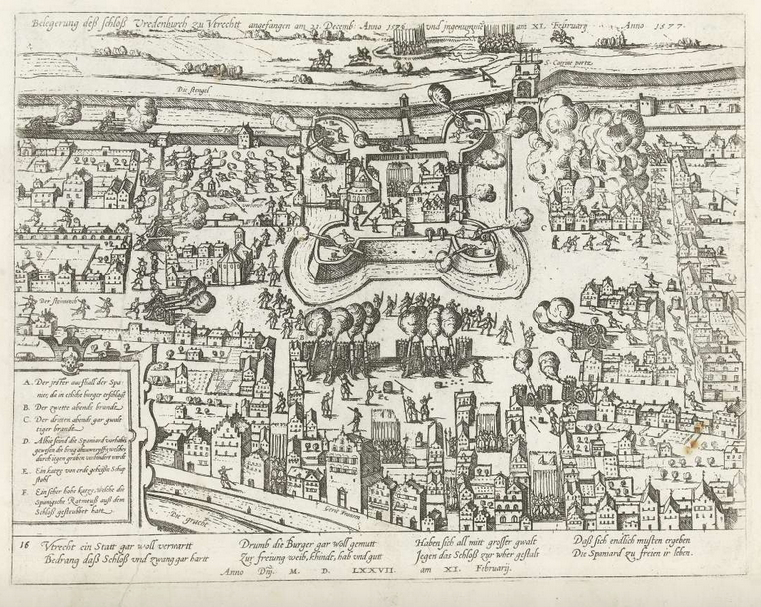
Le siège de Vredenburg en 1577 par Frans Hogenberg (1540-1590).
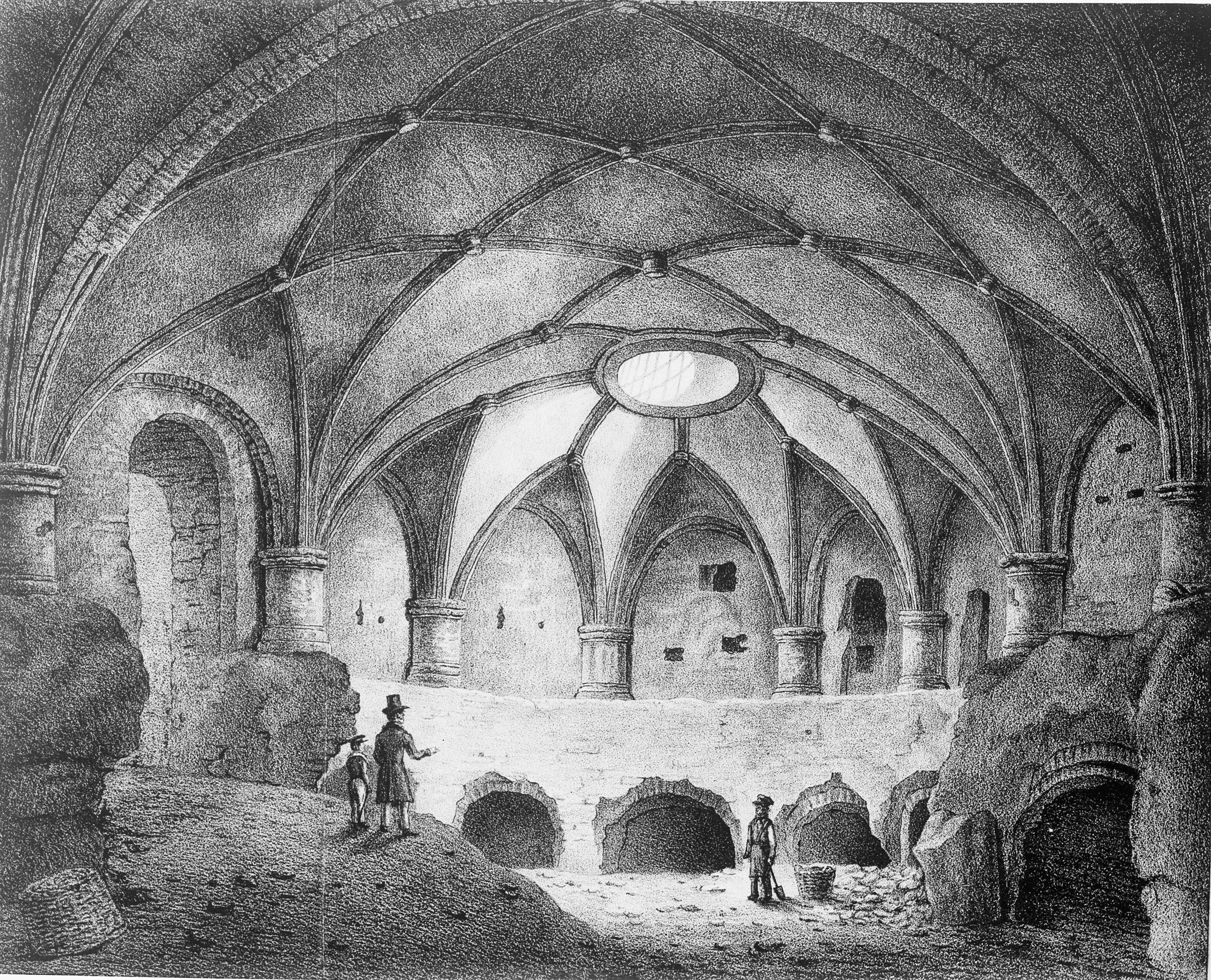
Voute du sud, litho 1837.
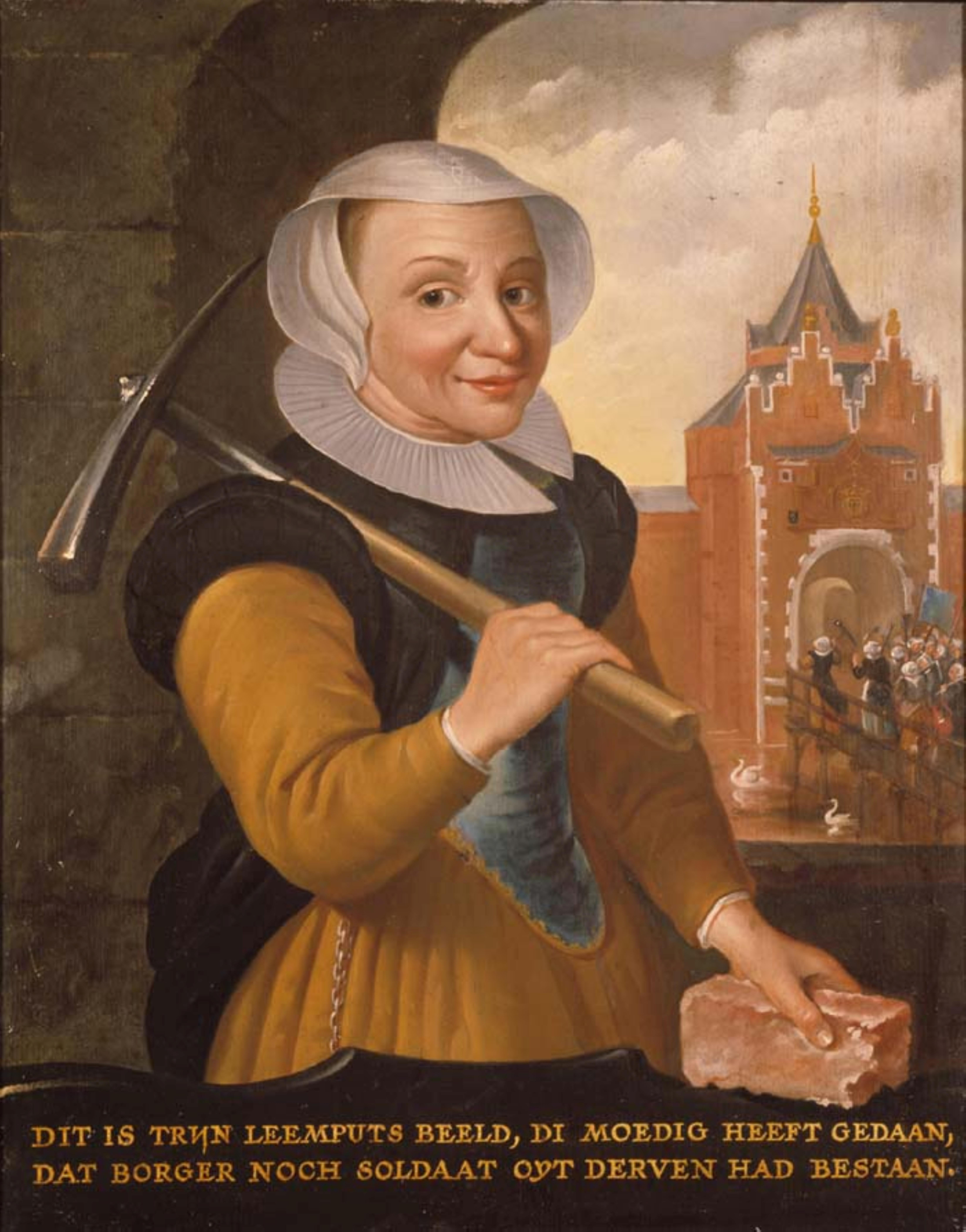
Trijn van Leemput avec le château Vredenburg en arrière plan.
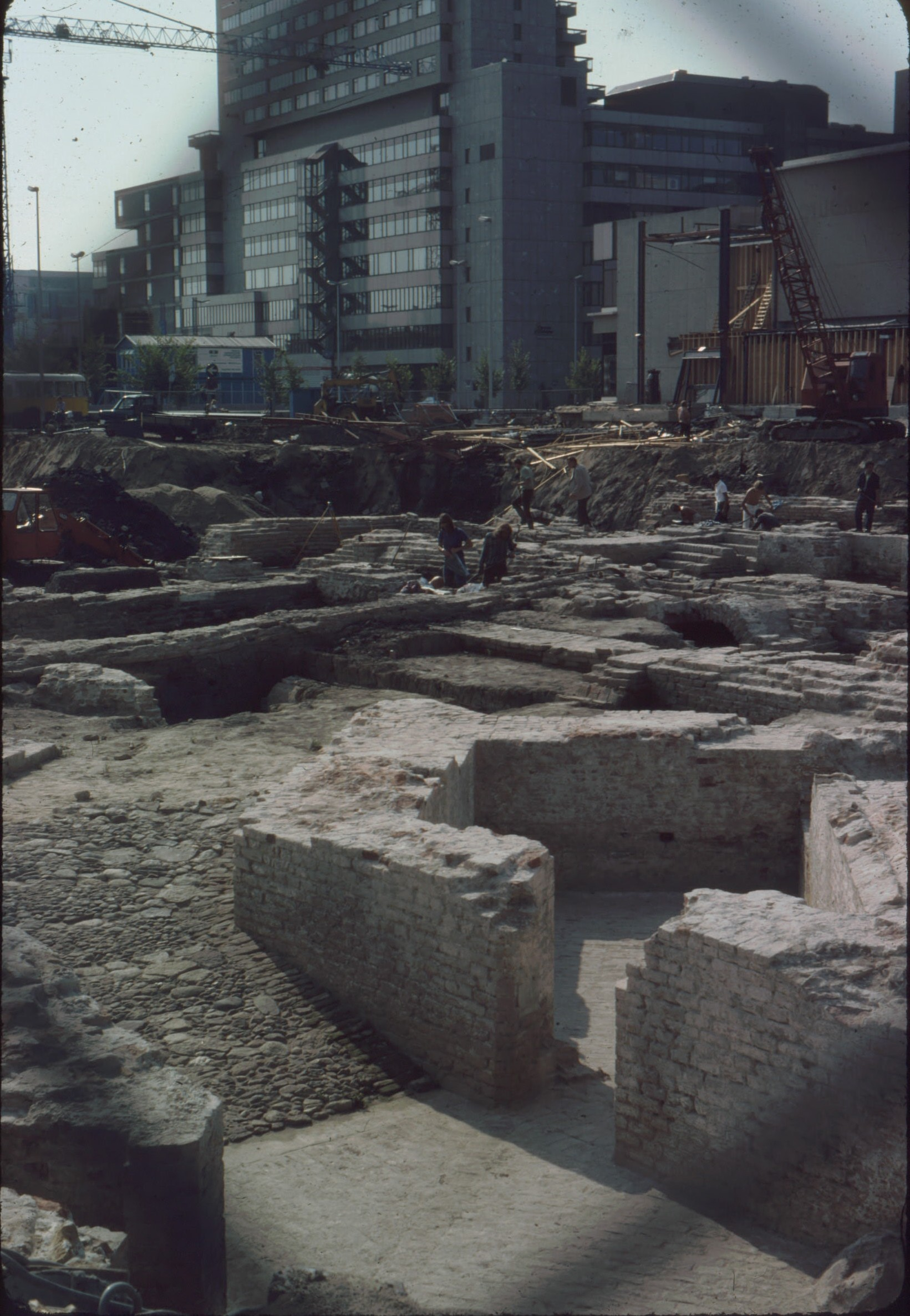
Les fondations du château en 1976.
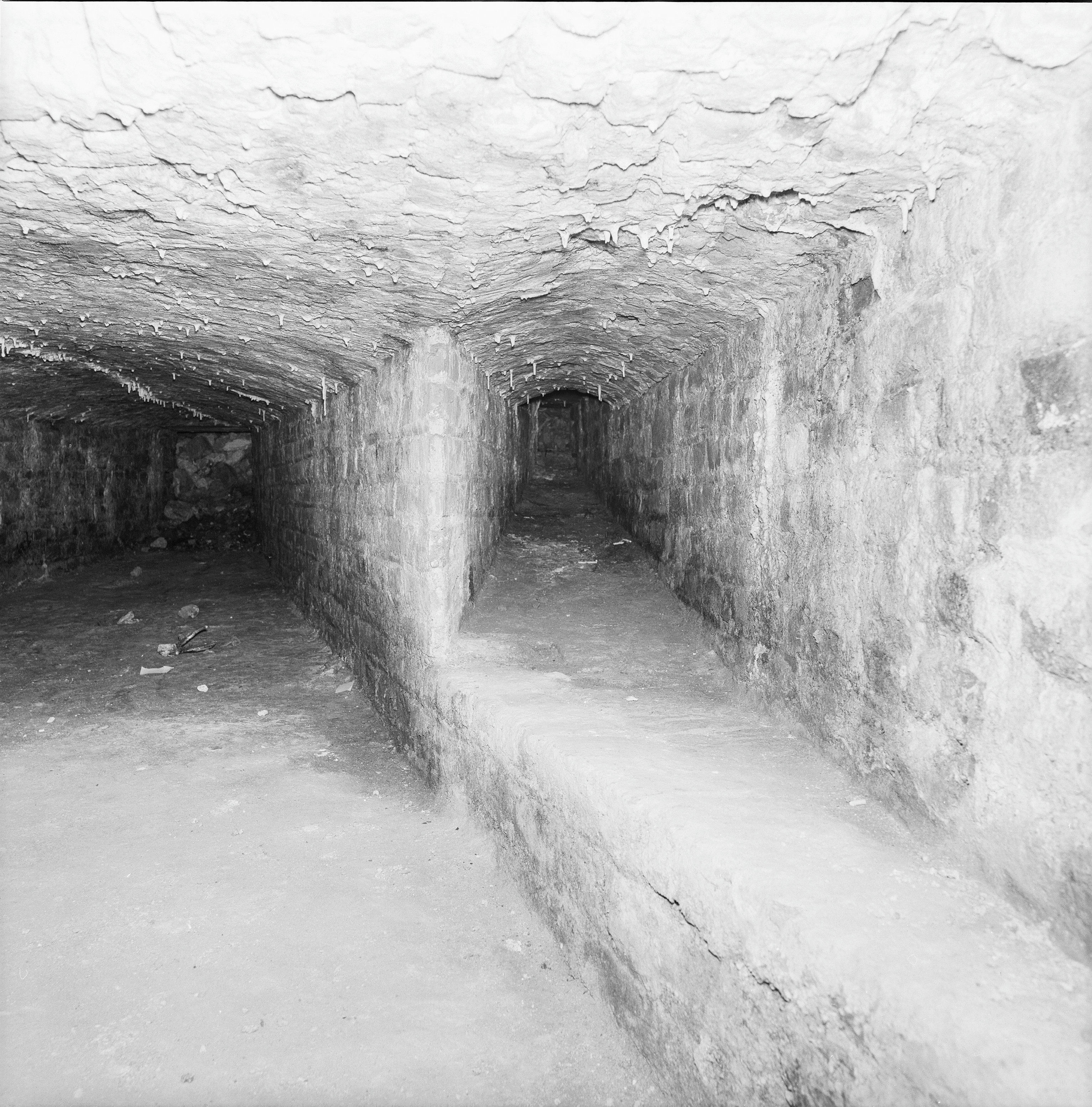
Photo 10
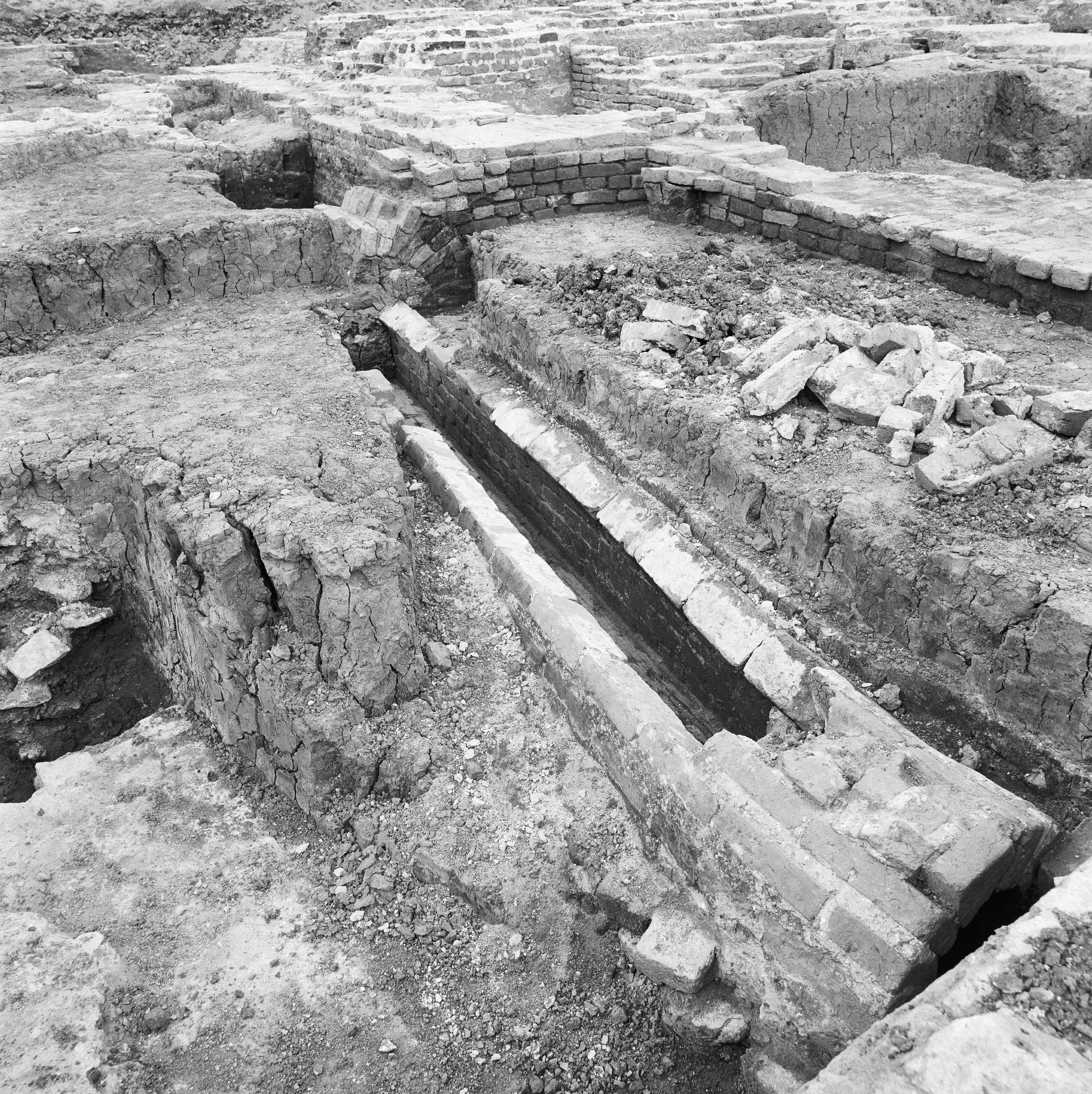
Photo 13
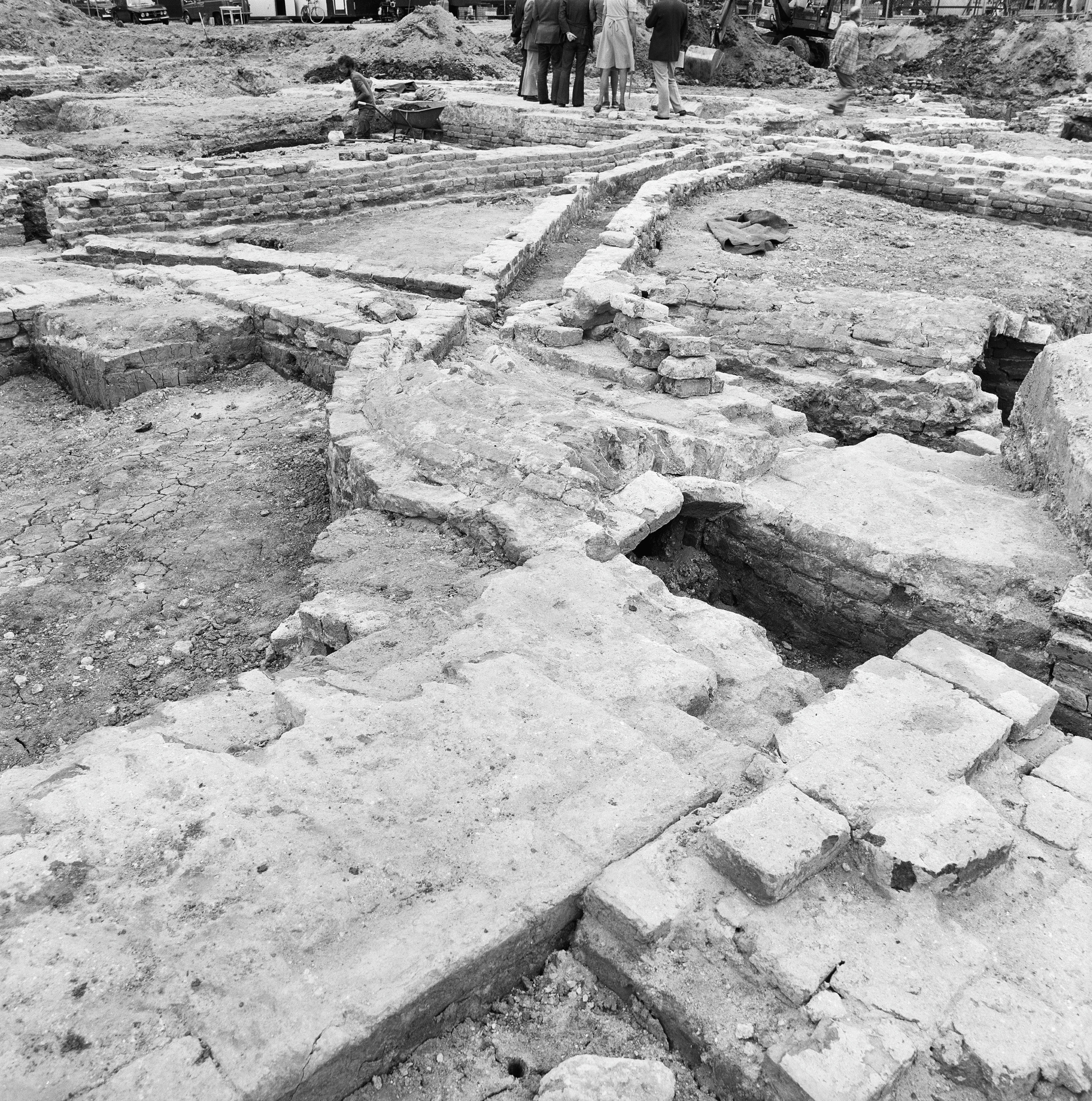
Photo 45
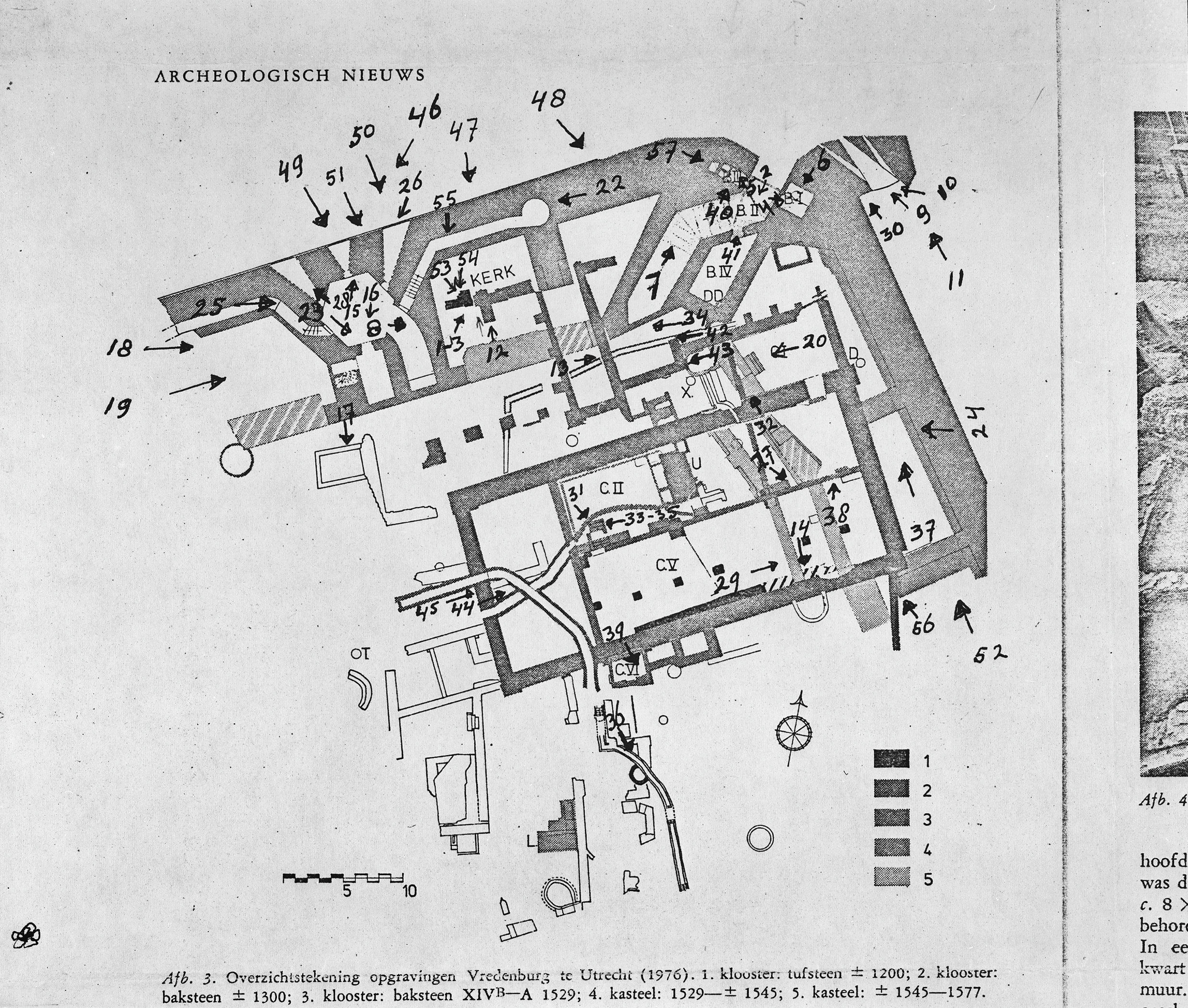
Plan des fouilles avec localisation des prises de vue dans les années 1970.

## Sources
- Kastelen in Utrecht (nl)
- De Dom Digitaal (nl)